# Terningemanden
Terningemanden er en roman fra 1971 af George Cockcroft under pseudonymet Luke Rhinehart. Romanen fortæller om en psykiater, som begynder at tage beslutninger på basis af terningeslag. Cockcroft skrev romanen baseret på sin egen erfaring med at bruge terninger til at foretage valg, mens han studerede psykologi.
Romanen er kendt for sine anti-psykiatriske udtryk og for at afspejle et humør som kendetegner de tidlige 1970'ere. På grund af romanens omvæltende udtryk og nogle af dens kapitlers kontroversielle emner, som eksperimentering med voldtægt og mord, blev den bandlyst i adskillige lande.
Da den først blev udgivet havde den undertitlen "Få romaner kan ændre dit liv. Denne vil." og blev hurtigt anerkendt som en moderne kultklassiker. Romanen blev efterfølgende genudgivet i USA og fik tilmed undertitlen "Denne bog vil ændre dit liv." selvom denne udgave var en groft redigeret version af første udgave.
Romanens tema følges op i to andre romaner, Jagten på Terningemanden og Adventures of Wim, sammen med en yderligere bog, The Book of the Die.

## Plot
Romanen fortæller om en psykiater ved navn Luke Rhinehart hvis kedelige og utilfredsstillende liv får ham til at tage beslutninger på basis af terningeslag. Dette involverer blandt andet sex, voldtægt, mord, "terningefester" og psykiatriske patienter som stikker af. Der er også beskrevet en kult som udvikler sig omkring manden, og den psykologiske forskning han påbegynder såsom initiativet "Fuck without Fear for Fun and Profit".